# Campionato centramericano femminile di pallacanestro 2001
Il 13º Campionato dell'America Centrale e Caraibico Femminile di Pallacanestro FIBA (noto anche come FIBA Centrobasket for Women 2001) si è svolto dal 13 al 18 giugno del 2001 a Santo Domingo nella Repubblica Dominicana. Il torneo è stato vinto dalla nazionale cubana.
I FIBA Centrobasket sono una manifestazione contesa dalle squadre nazionali di Messico, Centro America e Caraibi, organizzata dalla CONCENCABA (Confederazione America Centrale e Caraibi), nell'ambito della FIBA Americas.

## Squadre partecipanti
- Cuba
- Giamaica
- Guatemala
- Messico
- Porto Rico
- Rep. Dominicana

## Classifica finale
| Pos | Squadra         | V-P |
| --- | --------------- | --- |
|     | Cuba            |     |
|     | Messico         |     |
|     | Rep. Dominicana |     |
| 4   | Porto Rico      |     |
| 5   | Giamaica        |     |
| 6   | Guatemala       |     |